# Ovoviviparie

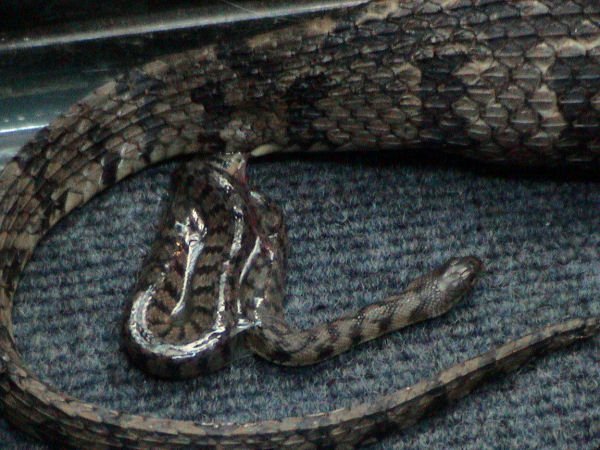
Geburt bei der Diamant-Schwimmnatter (Nerodia rhombifer)

Als Ovoviviparie, auch Lecithotrophe Viviparie (lateinisch; wörtlich „Ei-Lebend-Geburt“, daher auch als eilebendgebärend benannt), bezeichnet man eine Spezialform der Fortpflanzung, die sowohl Merkmale der Oviparie als auch der Viviparie aufweist.
Die dotterreichen Eier ovoviviparer Tiere werden dabei nicht abgelegt, sondern im Mutterleib dotterernährt ausgebrütet. Die Jungtiere schlüpfen noch im Körper des Muttertieres beziehungsweise kurz nach der Eiablage. Der Übergang zwischen Oviparie und Ovoviviparie ist teilweise fließend.

## Abgrenzung zu Viviparie
Die Ovoviviparie wird gelegentlich auch als aplazentale Viviparie bezeichnet, was aber nicht korrekt ist, da es bei der Viviparie neben der plazentalen Ernährung noch andere, ebenfalls aplazentale Ernährungsformen für den Embryo gibt. Treffender ist die Bezeichnung Dottersack-Viviparie.
Vivipare Tiere werden geboren, Ovipare schlüpfen aus einem Ei.
Der Hauptunterschied zwischen lebendgeborenen ovoviviparen Tieren und viviparen Tieren ist, dass der Embryo bei ovoviviparen Tieren lediglich durch den im Ei enthaltenen Dotter (Dottersack) seine Nährstoffe autark vom Stoffwechsel des Muttertieres erhält und der vivipare Embryo direkt vom Organismus des Muttertieres ernährt wird.

## Verbreitung im Tierreich

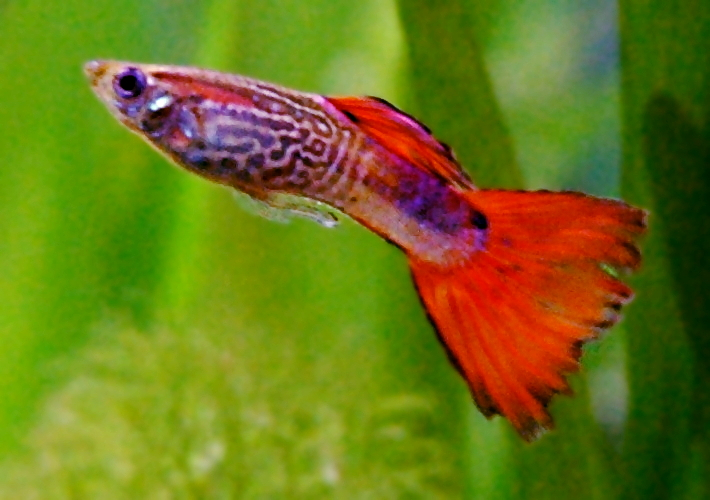
Erfolgreicher Vertreter der Ovoviviparie: der Guppy

Ovovivipare Tiere sind in bestimmten Tiergruppen relativ verbreitet. Allerdings wird Ovoviviparie oft nicht exakt von der Viviparie unterschieden. So werden folgende Tiere oder Tiergruppen häufig als ovovivipar genannt:
- viele Knorpelfische neben einer noch größeren Zahl oviparer oder viviparer Arten
- einige Knochenfische, etwa Vertreter der in der Aquaristik sehr beliebten Zahnkärpflinge (mit dem Guppy, dem Schwertträger, dem Black Molly und dem Platy);
 auch hier sind daneben noch alle Formen der Viviparie vertreten
- viele Reptilien wie die Strumpfbandnattern, fast alle Seeschlangen, etwa 20 Prozent der Chamäleons ebenso wie die heimische Blindschleiche, die Waldeidechse, die Europäische Hornotter und die Kreuzotter;
 (unter den Reptilien gibt es auch vivipare wie einige Skinke und bestimmte Schlangen)
- bei den Wirbellosen sind es einige Vertreter der Webspinnen, die Blattläuse und verschiedene Gruppen von Schnecken wie Sumpfdeckel- und Schließmundschnecken

## Übergangsformen
Neben der Möglichkeit, die gesamte Embryonalentwicklung im Körper der Mutter zu durchlaufen, gibt es auch noch Zwischenformen, bei denen nach dem Entwicklungsstadium der geborenen Tiere unterschieden wird:
- Larviparie: Larvipar ist beispielsweise der Feuersalamander, der seine Larven ins Wasser absetzt, aber auch einige Blattkäfer (Chrysomela) und einzelne Eintagsfliegen, wie zum Beispiel Cloeon dipterum.

- Pupiparie: Pupipar sind diejenigen Insekten, deren Larven sich unmittelbar nach der Geburt verpuppen, wie die Lausfliegen (Hippoboscidae) und die Tsetsefliegen (Glossina).

## Begriffsdiskussion
Da der Begriff Ovoviviparie auf Viviparie basiert und damit suggeriert, dass es sich um eine Form des Lebendgebärens handelt, gibt es den Vorschlag, den Begriff in Vivioviparie (auch Vivi-Oviparie) abzuwandeln. Als Begründung wird angeführt, dass es sich um eine echte Oviparie (also Eiablage) handelt, bei der die Jungtiere lediglich unmittelbar vor oder nach der Eiablage schlüpfen.